# Abbazia di Praglia
L'abbazia di Praglia è un monastero benedettino situato nella campagna padovana, alle falde del monte Lonzina (Colli Euganei) nel comune di Teolo e in prossimità di Abano Terme. 
Ospita attualmente la Biblioteca nazionale, che è un monumento nazionale italiano. È attualmente retta dal padre abate don Stefano Visintin e la comunità conta una trentina di monaci. La chiesa abbaziale di Santa Maria Assunta è stata elevata da papa Pio XII nel febbraio del 1954 alla dignità di basilica minore.

## Storia
Fondata nel 1080 dai Maltraverso per l'ordine benedettino l'abbazia era conosciuta originariamente con il nome di Pratalia (prati) e fu per lungo tempo fondamentale per il mantenimento agricolo della campagna padovana. Nel 1124 fu aggregata al monastero benedettino di Polirone per poi divenire autonoma nel 1304. Nel 1412 divenne abbazia commendataria, mentre nel 1448 passò sotto la giurisdizione della basilica abbaziale di Santa Giustina e aderì alla riforma monastica benedettina. L'intera abbazia fu ricostruita a partire dal 1469 e nel 1490 i benedettini vi aggiunsero la "chiesa dell'Assunta", realizzata su disegno di Tullio Lombardo ma in seguito radicalmente trasformata da Andrea Moroni).
Nel 1810 l'abbazia fu soppressa. La soppressione napoleonica determinò il trasferimento del "Polittico di Praglia" dei pittori rinascimentali Giovanni d'Alemagna e Antonio Vivarini alla Pinacoteca di Brera. L'abbazia fu ripristinata nel 1834 da Francesco I imperatore d'Austria e «nel 1864 sorgeva a Praglia un Istituto agrario, il primo del genere creato in Italia, trasportato poi nella vicina Brusegana, nella ex corte di Praglia» . Soppressa ancora nel 1867, allorché il Veneto fu unito all'Italia, fu restituita ai Benedettini nel 1904. Nell'abbazia Antonio Fogazzaro ambientò alcune parti del suo romanzo Piccolo mondo moderno. L'abbazia è divenuta un centro di eccellenza nel settore del restauro dei libri antichi.
Nella cripta riposano due giovanissimi partigiani, Benedetto de Besi e Guido Puchetti, trucidati dai nazifascisti il 6 settembre 1944 e perciò medaglie d'argento al valor militare alla memoria, unici laici qui sepolti.

## Interno

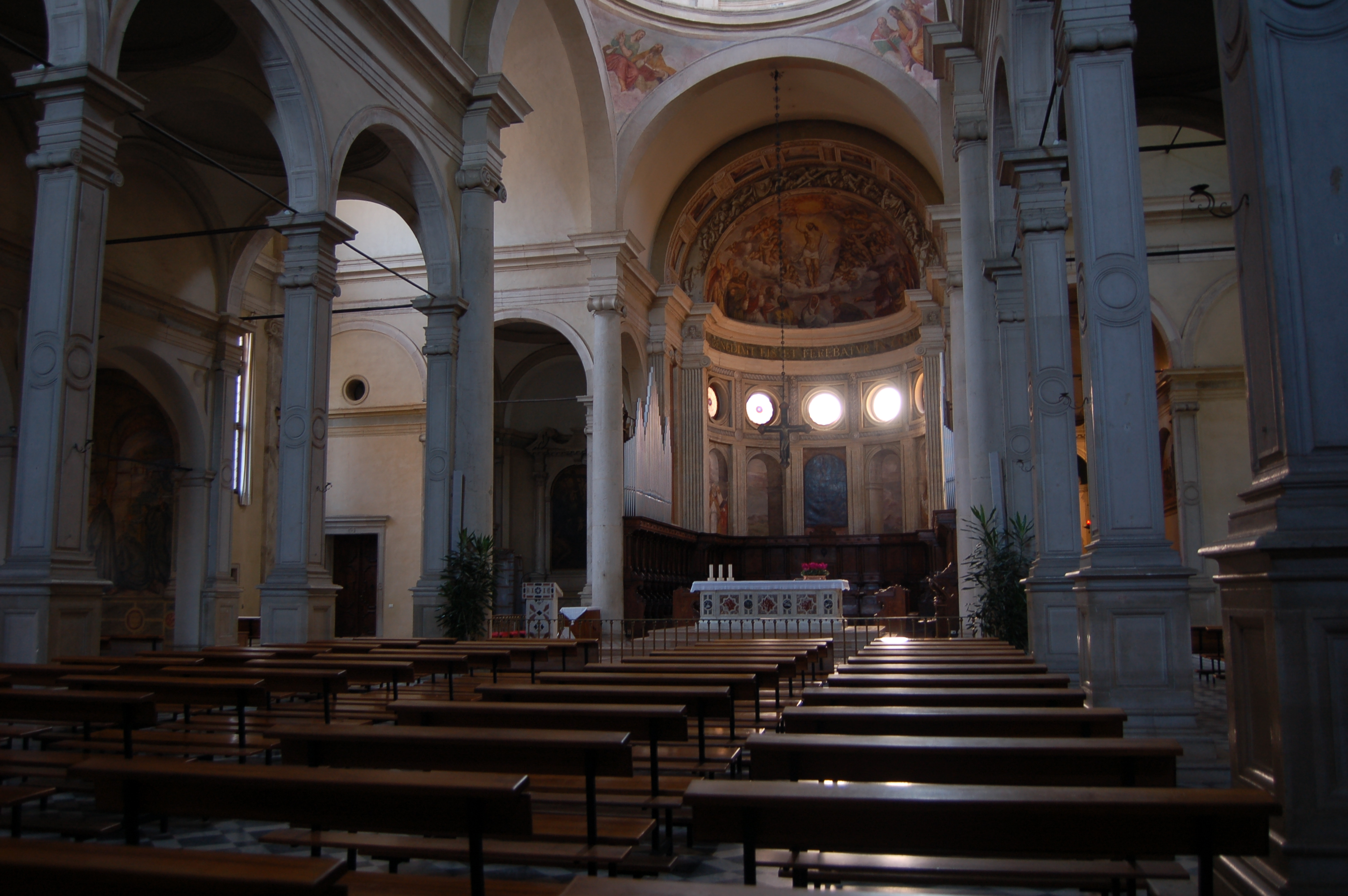
La chiesa

L'abside fu realizzata verso il 1530 da Domenico Campagnola.
All'interno della cinta muraria il monastero si divide in quattro chiostri: doppio, detto anche della clausura, botanico, pensile e rustico (nel quale si depositavano gli attrezzi agricoli).
I lati del chiostro botanico sono formati da colonne di marmo rosse e di pietra bianca alternate, le pareti affacciate sul giardino sono decorate in stile medioevale. È il chiostro d'ingresso dell'abbazia ed è chiamato botanico perché era destinato alla coltivazione delle piante. Lungo il lato nord c'è una porta, detta della carità, ad indicare la destinazione dell'accoglienza dell'abbazia. Sul lato est ci sono due porte: una porta al piano superiore mentre l'altra nel corridoio dove si trova l'antico forno.
Le arcate sono sorrette da capitelli e quattro corridoi interni si collegano alle celle dove al piano superiore i monaci hanno emesso la professione.
Il chiostro pensile, dove il cortile si appoggia su quattro pilastri, è costruito da quattro piani inclinati realizzati per raccogliere l'acqua piovana in una grande cisterna. Questo chiostro ha intorno a sé le stanze più rappresentative della vita dei monaci dell'intero monastero: la chiesa, il refettorio monumentale, la biblioteca antica, il capitolare e la clausura.
Infine il chiostro rustico che occupa la parte ovest del monastero: l'area sembra contenesse una grande aia e attorno erano depositati gli strumenti per la coltivazione della campagna che circondava il monastero.
All'interno dell'abbazia esiste un laboratorio di restauro di libri antichi, manoscritti e pergamene.